# Фонтене (абатство)
Фонтене́ (фр. Abbaye de Fontenay) — цистерціанське абатство, засноване 1118 року святим Бернардом Клервоським. Фонтене розташоване в Мармань, департамент Кот-д'Ор (Бургундія). З 1862 року Фонтене має статус національної історичної пам'ятки. А з 1981 року монастир занесено до списку світової спадщини ЮНЕСКО.

## Історія

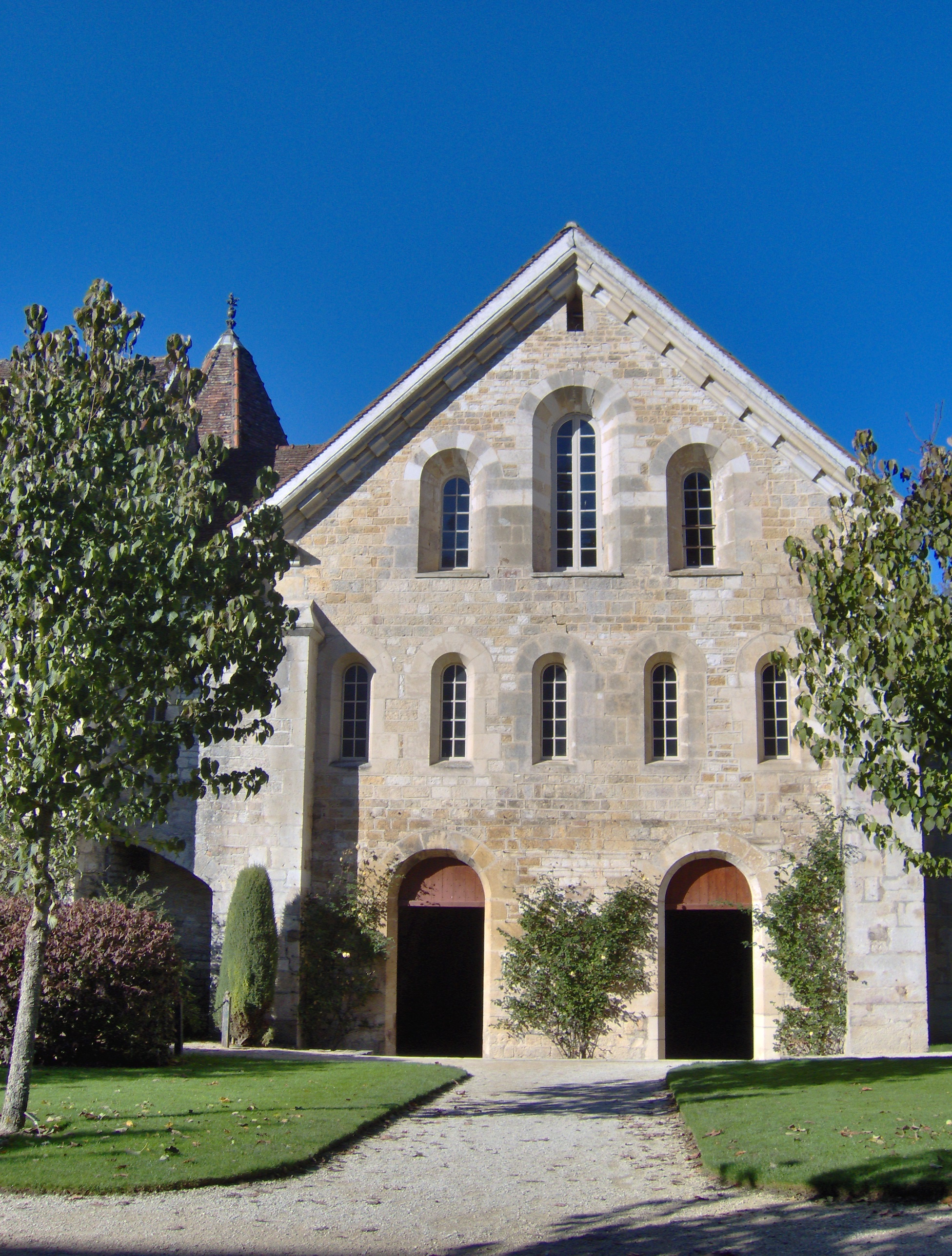
Південна сторона дорміторію та загальної кімнати ченців

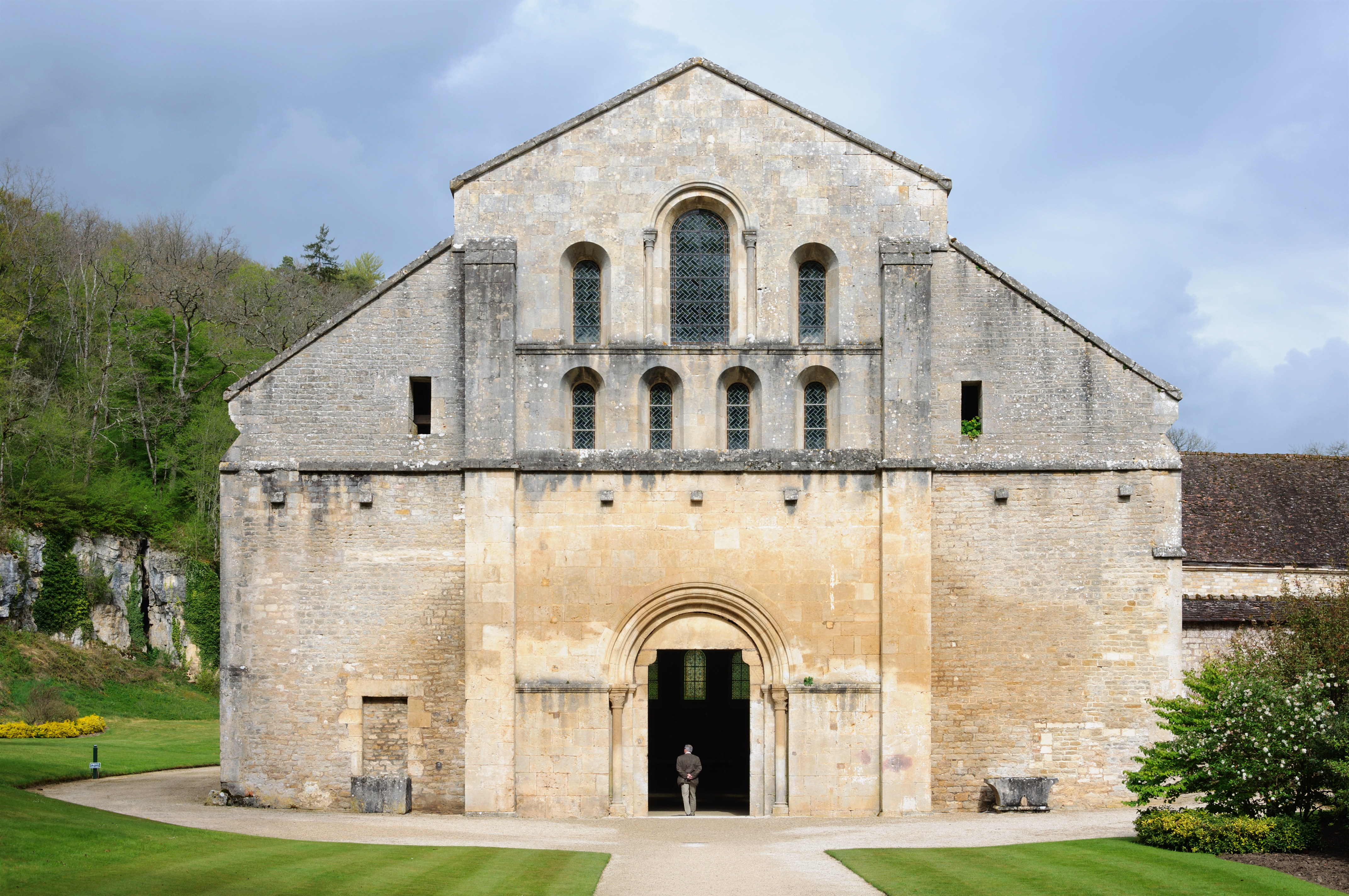
Фасад церкви

До 1113 абатство Сіто було єдиним монастирем цистерціанців, але потім, багато в чому завдяки активності святого Бернарда, почався різкий ріст ордена. У 1113 та 1114 роках були засновані два перші дочірні монастирі — Лаферте та Понтінья, а через рік Клерво та Морімон. 1118 року, через три роки після заснування Клерво, святий Бернард заснував у лісовій долині абатство Фонтене, що знаходиться за 60 кілометрів на північний захід від Діжона.
Спорудження основних будівель абатства проводилося з 1130 по 1147 роки. Єпископ Норвіча Ебрард, який утік від переслідувань з Англії, оселився в Фонтене та профінансував частину витрат на будівництво монастирської церкви. 1147 року було закінчено спорудження церкви: яку згодом освятив папа Євгеній III.
XII і XIII століття стали для монастиря періодом зростання та процвітання. 1170 року в буллі папи Олександра III підтверджується право ченців Фонтене самостійно обирати абата. 1259 року Людовик Святий звільнив абатство від податків, а через десять років Фонтене одержало статус королівського абатства. Королі Франції Іоанн II, Карл VIII і Людовик XII сприяли подальшому зростанню монастиря.
Занепад абатства почався з часів Столітньої війни. 1359 року Фонтене був узятий та розграбований армією англійського короля Едуарда III, 1450 року монастир пережив пожежу. 1547 року було запроваджено режим комменди, абатство втратило право самостійно обирати настоятеля, що лише прискорило занепад. До початку XVIII століття число ченців скоротилося з декількох сотень до двох десятків, а до моменту початку Французької революції в Фонтене залишалося лише вісім ченців. 1745 року ченці навіть зруйнували більшу трапезну монастиря, оскільки вона була завелика й спричиняла зайві витрати.
У період Французької революції Фонтене, як й інші монастирі країни, було закрито. 1791 року абатство було продано за 78 000 франків фабрикантові Клоду Гюго, який перетворив монастир в паперову фабрику, що діяла понад століття. 1820 року фабрика стала власністю родини Монгольф'є (з якої походять винахідники дирижабля).
1906 року колишній монастир було викуплено ліонським банкіром та меценатом Едуардом Енаром (Édouard Aynard). Фабрику було закрито, й до 1911 року в Фонтене проводилися профінансовані Енар масштабні відновлювальні роботи, які повернули монастирю його середньовічний вигляд.
1981 року абатство Фонтене було включено в число об'єктів Всесвітньої спадщини ЮНЕСКО.
Станом на початок XXI століття Фонтене продовжує перебувати у власності родини Енар. Велика частина абатства відкрита для відвідувань з організованими екскурсіями.

## Будівлі

### Церква

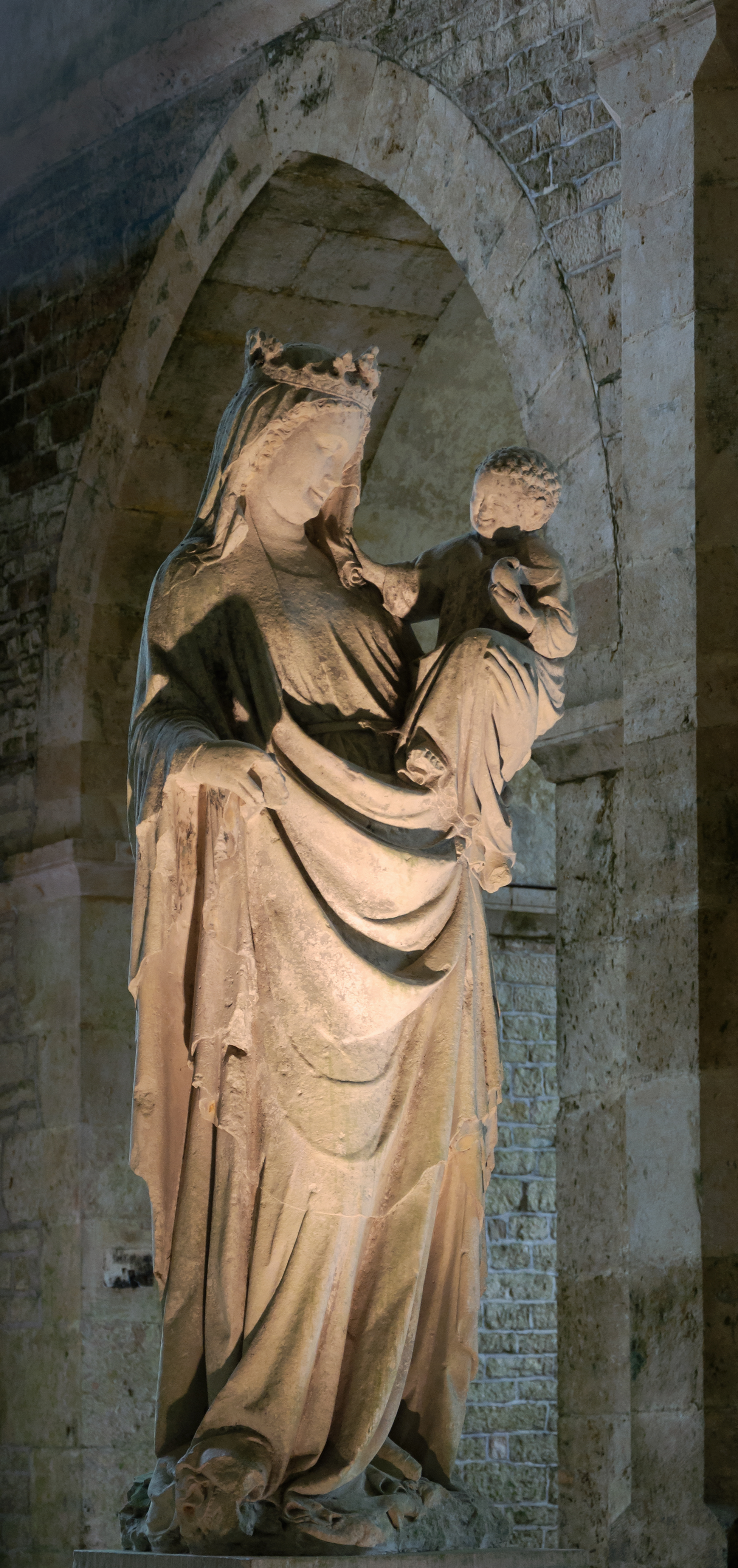
Статуя Діви Марії з Немовлям

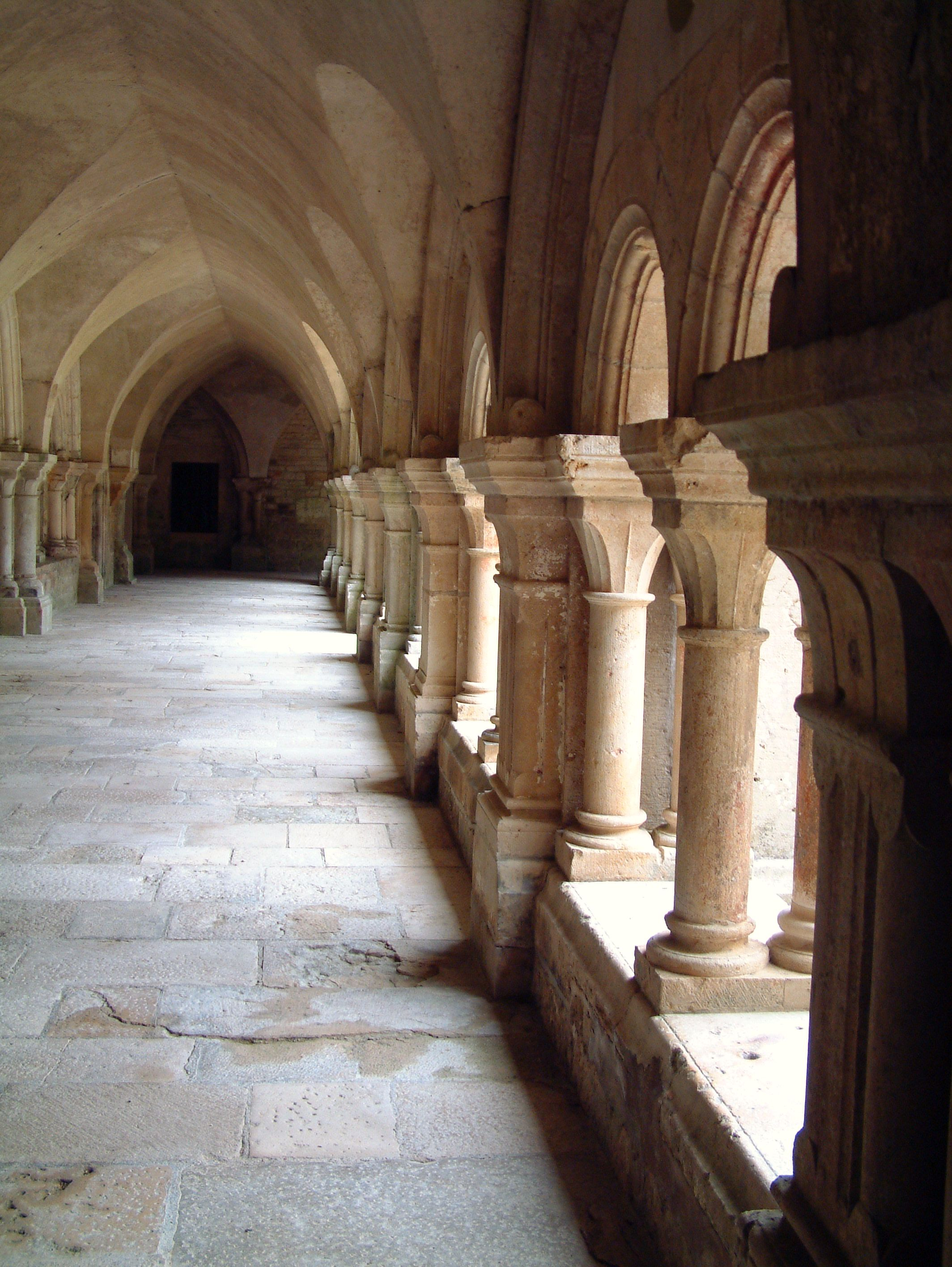
Галерея клуатра

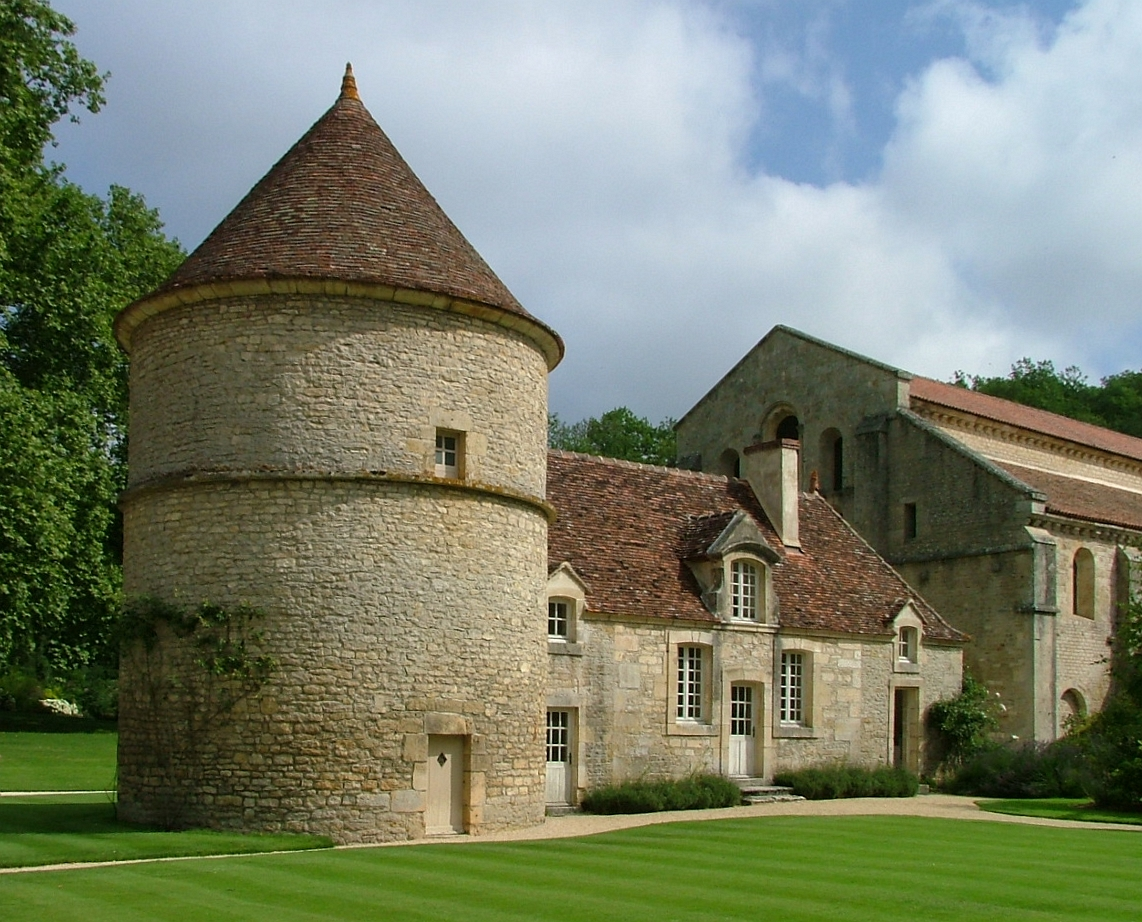
Голубник та псарня

Монастирську церкву було побудовано 1147 року. Церква типова для цистерціанської готики, має в плані форму хреста, характерні високі склепіння. Ширина центрального нефа 8 метрів, довжина — 66 метрів, з боків від нього знаходяться два бічних нефа, відокремлені колонами. Хори мають квадратну форму й розташовані нижче, ніж основний неф. Мозаїчна підлога покриває майже всю площу церкви.
Строгий інтер'єр церкви з мінімальним оздобленням є характерним для цистерціанців. Найпримітнішим об'єктом в церкві є статуя Діви Марії з Немовлям, створена в XII столітті.

### Клуатр
Клуатр абатства добре зберігся. Він має майже квадратну форму — 36 метрів в ширину і 38 в довжину. З боків клуатр обрамляють чотири галереї, відокремлені від клуатра восьмипролітними колонадами.

### Зал капітулів
У зал капітулів з галереї клуатра веде склепінчаста аркада, обрамлена з кожного боку подвійними віконними прорізами. Спочатку зал капітулів був квадратним, з трьох боків його оточували галереї зі стрілчастими арками. Одна з галерей була знищена пожежею 1450 року. Замки склепінь прикрашені зображеннями квітів.

### Інші споруди
- Скрипторий або «зал ченців» знаходиться за залом капітулів. Це прямокутне приміщення, 30 метрів завдовжки.
- Дорміторій (спальне приміщення) займає весь другий поверх будівлі для ченців.
- Монастирська кузня знаходиться в південній частині монастиря. Иона побудована в XII столітті й спочатку служила за майстерню з обробки каменю.

Частина приміщень монастиря, зокрема, лікарняна палата, голубник та псарня, закриті для відвідування.

## Абатство в кінематографі
Абатство Фонтене неодноразово було місцем зйомки переважно історичних фільмів. Зокрема тут знімали такі фільми, як:
- 1964 — Анжеліка — маркіза ангелів
- 1990 — Сірано де Бержерак
- 1990 — Дитина вовків
- 2009 — Маркіза тіні